# Parm von Tettenborn
Parm von Tettenborn, född omkring 1670, död 1736 i Stockholm, var en svensk militär.
Parm von Tettenborn var son till Christoffer Henrik von Tettenborn och Maria von Korff. Han blev officer 1690, ryttmästare vid Bremiska kavalleriregementet 1701, major 1710, överstelöjtnant 1711 och fången vid kapitulationen i Tönningen 1713. von Tettenborn kom tillbaka till Sverige 1714, var överste och chef för Bremiska kavalleriregementet 1715–1716 och för Rudenska kommandot, senare Tyska dragonregementet 1716–1717.